# Notre-Dame de Languivoa

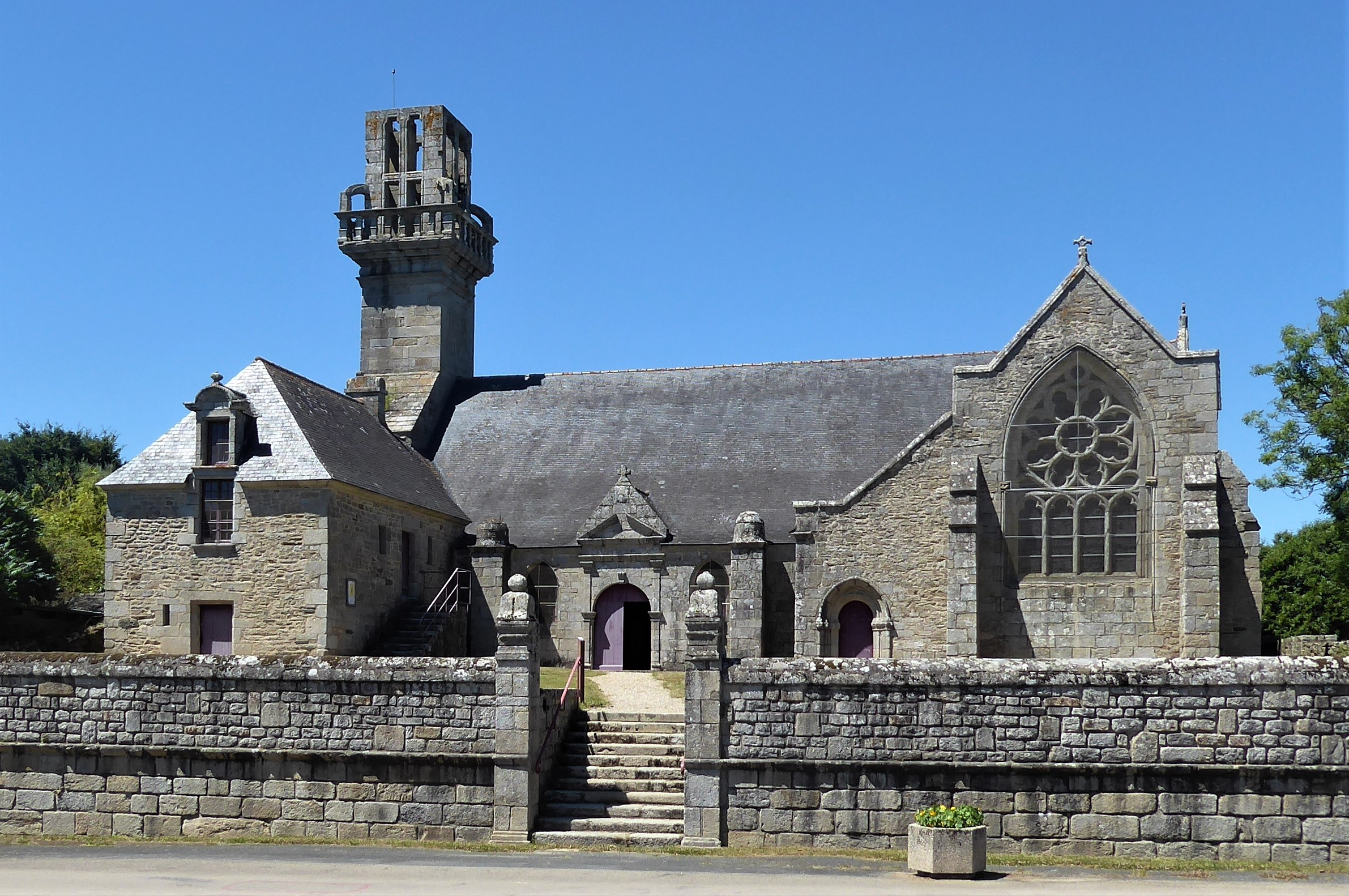
Notre-Dame de Languivoa

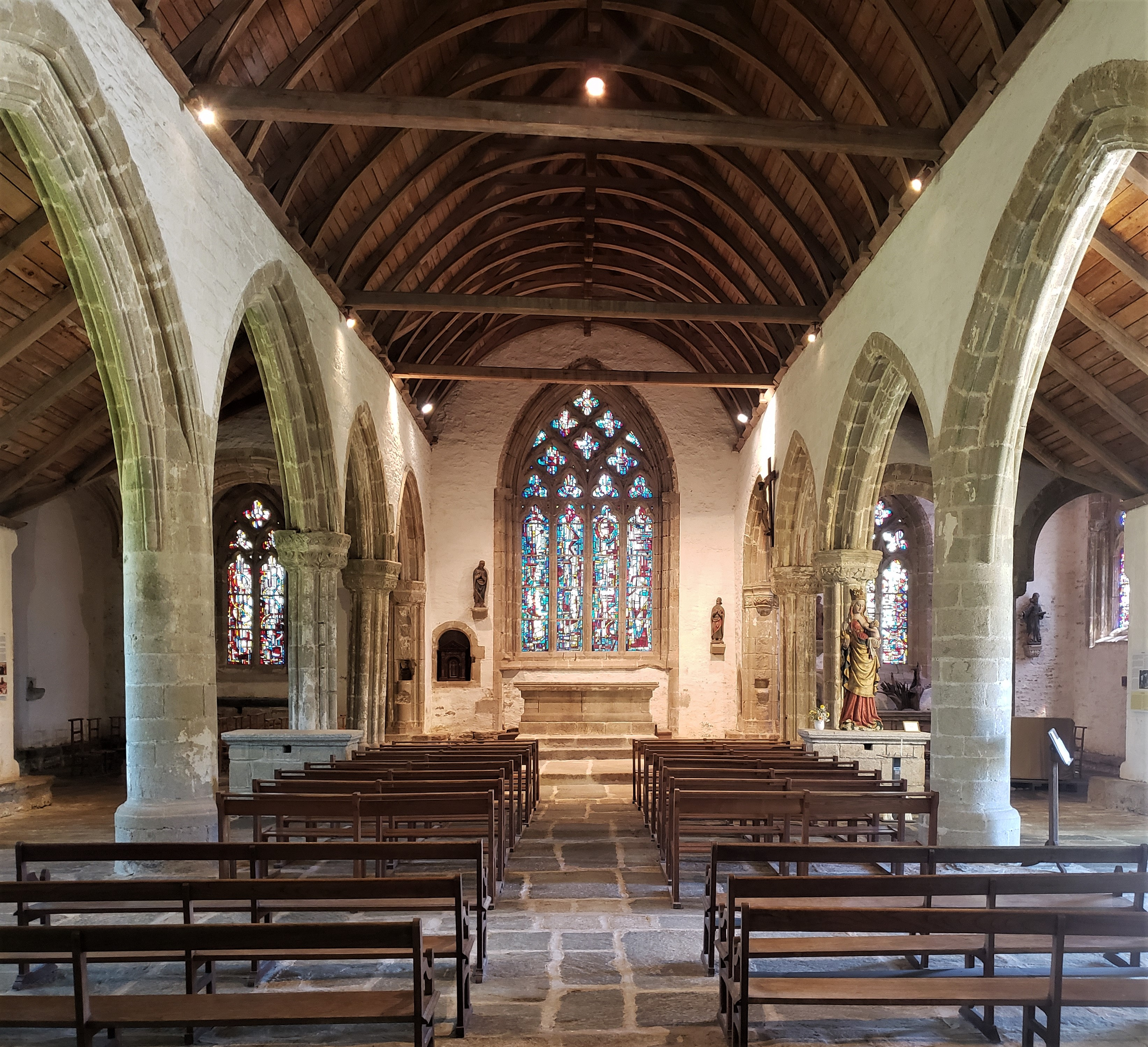
Blick durch das Langhaus zum Chor

Notre-Dame de Languivoa ist eine römisch-katholische Kapelle in Plonéour-Lanvern im Département Finistère in der Bretagne. Die Kapelle ist seit 1926 als Monument historique klassifiziert.

## Geschichte
Die Kapelle Notre-Dame de Languivoa wurde im 13. Jahrhundert durch die Herren von Lescoulouarn errichtet und zu Ehren Unserer Lieben Frau geweiht. Dem  Chor und querhausartig angefügten Seitenkapellen aus dem 13. und 14. Jahrhundert wurde im 15. Jahrhundert ein dreischiffiges Langhaus angefügt. Der Chor und die Seitenkapellen besitzen bedeutende Maßwerkfenster im Stil der Flamboyantgotik. Die Seitenschiffe wurden im 17. Jahrhundert verändert. Dem Glockenturm wurde auf Anweisung Ludwig XIV. nach dem Aufstand gegen die Papiersteuer 1675 die Spitze abgenommen. Zeitweise befand sich an der Kapelle ein Priorat. Das Wohnhaus des Priors ist an der Südseite noch vorhanden.